# Tournoi d'ouverture du championnat du Honduras de football 2007
Navigation
Saison précédente Saison suivante
Le Tournoi Apertura 2007 est le vingtième tournoi saisonnier disputé au Honduras.
C'est cependant la 51e fois que le titre de champion du Honduras est remis en jeu.
Lors de ce tournoi, le Real España a tenté de conserver son titre de champion du Honduras face aux neuf meilleurs clubs honduriens.
Chacun des dix clubs participant était confronté deux fois aux neuf autres équipes. Puis les quatre meilleures se sont affrontées lors d'une phase finale à la fin du tournoi.
Seulement une place était qualificative pour la Ligue des champions de la CONCACAF.

## Les 10 clubs participants
| \| Hispano FC CD Marathon Real España CD Motagua CD Olimpia CD Motagua CD Olimpia Atlético Olanchano CD Platense CD Marathon Real España Deportes Savio CD Victoria CD Vida CD Victoria CD Vida \| Localisation des clubs. |
| Hispano FC CD Marathon Real España CD Motagua CD Olimpia CD Motagua CD Olimpia Atlético Olanchano CD Platense CD Marathon Real España Deportes Savio CD Victoria CD Vida CD Victoria CD Vida                               |

| Club                    | Stade                        | Capacité | Ville               |
| Hispano FC (en)         | Stade Carlos Miranda         | 10 000   | Comayagua           |
| CD Marathon             | Stade Yankel Rosenthal       | 15 000   | San Pedro Sula      |
| CD Motagua              | Stade Tiburcio Carias Andino | 35 000   | Tegucigalpa         |
| CD Olimpia              | Stade Tiburcio Carias Andino | 35 000   | Tegucigalpa         |
| Atlético Olanchano (en) | Stade Rubén Guifarro         | 5 000    | Catacamas           |
| CD Platense             | Stade Excelsior              | 10 000   | Puerto Cortés       |
| Real España             | Stade Francisco Morazán      | 20 000   | San Pedro Sula      |
| Deportes Savio          | Stade Sergio Antonio Reyes   | 3 000    | Santa Rosa de Copán |
| CD Victoria             | Stade Nilmo Edwards          | 25 000   | La Ceiba            |
| CD Vida                 | Stade Nilmo Edwards          | 25 000   | La Ceiba            |

## Compétition
Le tournoi Apertura s'est déroulé de la même façon que les tournois saisonniers précédents, en deux phases :
- La phase de qualification : les dix-huit journées de championnat.
- La phase finale : les matchs aller-retour allant des demi-finales à la finale.

### Phase de qualification
Lors de la phase de qualification les dix équipes affrontent à deux reprises les neuf autres équipes selon un calendrier tiré aléatoirement.
Les quatre meilleures équipes sont qualifiées pour les demi-finales.
Le classement est établi sur le barème de points classique (victoire à 3 points, match nul à 1, défaite à 0).
Le départage final se fait selon les critères suivants :
- Le nombre de points.
- La différence de buts générale.
- La différence de buts particulière.
- Le nombre de buts marqué.

### Classement
| Rang | Équipe                  | Pts | J  | G  | N  | P  | Bp | Bc | Diff |
| ---- | ----------------------- | --- | -- | -- | -- | -- | -- | -- | ---- |
| 1    | CD Marathon             | 35  | 18 | 10 | 5  | 3  | 27 | 16 | +11  |
| 2    | CD Motagua              | 32  | 18 | 9  | 5  | 4  | 28 | 19 | +9   |
| 3    | CD Victoria             | 31  | 18 | 7  | 10 | 1  | 22 | 12 | +10  |
| 4    | CD Olimpia              | 27  | 18 | 6  | 9  | 3  | 19 | 13 | +6   |
| 5    | Deportes Savio (P)      | 22  | 18 | 5  | 7  | 6  | 14 | 15 | -1   |
| 6    | Real España (T)         | 22  | 18 | 6  | 4  | 8  | 22 | 25 | -3   |
| 7    | Hispano FC (en)         | 21  | 18 | 5  | 6  | 7  | 19 | 22 | -3   |
| 8    | CD Vida                 | 20  | 18 | 4  | 8  | 6  | 18 | 22 | -4   |
| 9    | CD Platense             | 15  | 18 | 3  | 6  | 9  | 17 | 28 | -11  |
| 10   | Atlético Olanchano (en) | 13  | 18 | 3  | 4  | 11 | 15 | 29 | -14  |

| Légende : Qualifications et relégations | Légende : Qualifications et relégations                  |
| --------------------------------------- | -------------------------------------------------------- |
|                                         | Qualifié pour les demi-finales                           |
|                                         | (T) : Tenant du titre (P) : Promu de la saison 2006-2007 |

#### Matchs
| Résultats (▼dom., ►ext.)                                   | Ola | Sav | His | Mar | Mot | Oli | Pla | Esp | Vic | Vid |
| Atlético Olanchano (en)                                    |     | 1-2 | 1-1 | 0-1 | 1-2 | 1-1 | 4-2 | 0-1 | 0-1 | 3-1 |
| Deportes Savio                                             | 0-1 |     | 0-2 | 1-0 | 1-1 | 1-0 | 1-0 | 1-1 | 1-1 | 1-1 |
| Hispano FC (en)                                            | 2-0 | 2-1 |     | 2-2 | 2-1 | 0-0 | 1-2 | 0-1 | 0-0 | 2-3 |
| CD Marathon                                                | 1-0 | 2-2 | 3-0 |     | 1-0 | 1-1 | 1-0 | 2-0 | 0-1 | 1-0 |
| CD Motagua                                                 | 2-0 | 1-0 | 1-1 | 4-1 |     | 0-0 | 3-1 | 2-4 | 1-0 | 2-0 |
| CD Olimpia                                                 | 1-1 | 1-0 | 2-0 | 1-1 | 1-2 |     | 3-1 | 1-0 | 0-0 | 2-1 |
| CD Platense                                                | 0-0 | 0-2 | 1-2 | 1-3 | 3-2 | 0-0 |     | 2-2 | 0-0 | 0-0 |
| Real España                                                | 3-1 | 1-0 | 1-0 | 0-1 | 1-2 | 1-3 | 2-3 |     | 1-2 | 1-1 |
| CD Victoria                                                | 4-0 | 0-0 | 2-2 | 2-2 | 2-2 | 2-1 | 1-1 | 2-0 |     | 1-1 |
| CD Vida                                                    | 4-1 | 0-0 | 1-0 | 1-4 | 0-0 | 1-1 | 1-0 | 2-2 | 0-1 |     |
| - Victoire à domicile - Match nul - Victoire à l'extérieur |     |     |     |     |     |     |     |     |     |     |

### La Phase Finale
Les quatre équipes qualifiées sont réparties dans le tableau final d'après leur classement général, le deuxième affrontant le troisième et le premier affrontant le quatrième lors des demi-finales.
En cas d'égalité sur la somme des deux matchs, c'est la position au classement général qui départage les deux équipes, sauf pour la finale où des prolongations puis une séance de tirs au but ont éventuellement lieu.

#### Tableau
|  |             |            |            |            |             |     |   |        |        |        |        |        |
|  | 1/2 finale  | 1/2 finale | 1/2 finale | 1/2 finale | 1/2 finale  |     |   | Finale | Finale | Finale | Finale | Finale |
|  |             |            |            |            |             |     |   |        |        |        |        |        |
|  |             |            |            |            |             |     |   |        |        |        |        |        |
|  | CD Marathon | (1)        | 0          | 2          |             |     |   |        |        |        |        |        |
|  | CD Marathon | (1)        | 0          | 2          |             |     |   |        |        |        |        |        |
|  | CD Olimpia  | (4)        | 1          | 1          |             |     |   |        |        |        |        |        |
|  | CD Olimpia  | (4)        | 1          | 1          | CD Marathon | (1) | 0 | 2      |        |        |        |        |
|  |             |            |            |            |             | (1) | 0 | 2      |        |        |        |        |
|  |             |            | CD Motagua | (2)        | 0           | 0   |   |        |        |        |        |        |
|  | CD Motagua  | (2)        | CD Motagua | (2)        | 0           | 0   | 1 | 2      |        |        |        |        |
|  | CD Motagua  | (2)        |            |            |             |     | 1 | 2      |        |        |        |        |
|  | CD Victoria | (3)        | 1          | 0          |             |     |   |        |        |        |        |        |
|  | CD Victoria | (3)        | 1          | 0          |             |     |   |        |        |        |        |        |

#### Demi-finales
| Club        | Aller | Retour | Club        | Commentaire |
| CD Marathon | 0-1   | 2-1    | CD Olimpia  |             |
| CD Motagua  | 1-1   | 2-0    | CD Victoria |             |

#### Finale
| Match aller      | CD Motagua | 0:0   | CD Marathon | Stade Tiburcio Carias Andino                        |                                                     |
| 16 décembre 2007 |            | (0:0) |             | Spectateurs : 16 042 Arbitrage : José Gaspar Molina | Spectateurs : 16 042 Arbitrage : José Gaspar Molina |

| Match retour     | CD Marathon                         | 2:0   | CD Motagua | Stade Yankel Rosenthal                          |                                                 |
| 22 décembre 2007 | Mitchel Brown 1re · Erick Scott 78e | (1:0) |            | Spectateurs : 26 596 Arbitrage : Ricardo Zelaya | Spectateurs : 26 596 Arbitrage : Ricardo Zelaya |

## Bilan du tournoi
| Tableau d'Honneur     |             |
| Compétition           | Vainqueur   |
| Tournoi Apertura 2007 | CD Marathon |

| Qualifications continentales 2008-2009 |             |
| Ligue des champions                    | Qualifiés   |
| Phase de groupes/Tour Préliminaire     | CD Marathon |

## Statistiques

### Buteurs
| Rang | Nom                | Équipe         | Buts |
| 1    | Emil Martínez      | CD Marathon    | 10   |
| 2    | Mitchel Brown      | CD Marathon    | 7    |
| 2    | Abidán Solís       | CD Victoria    | 7    |
| 4    | Amado Guevara      | CD Motagua     | 6    |
| 4    | Luis Rodas         | CD Motagua     | 6    |
| 6    | Edilson Pereira    | Deportes Savio | 5    |
| 6    | Jocimar Nascimento | CD Motagua     | 5    |
| 6    | Milton Núñez       | CD Olimpia     | 5    |
| 6    | Marcelo Cabrita    | CD Platense    | 5    |